# Wall Relief no. 1
Wall Relief no. 1 is een reliëf in baksteen. Het is een kunstwerk in de publieke ruimte aan het Weena in de Nederlandse stad Rotterdam, ontworpen in 1955 door de Britse beeldhouwer Henry Moore.

## Geschiedenis

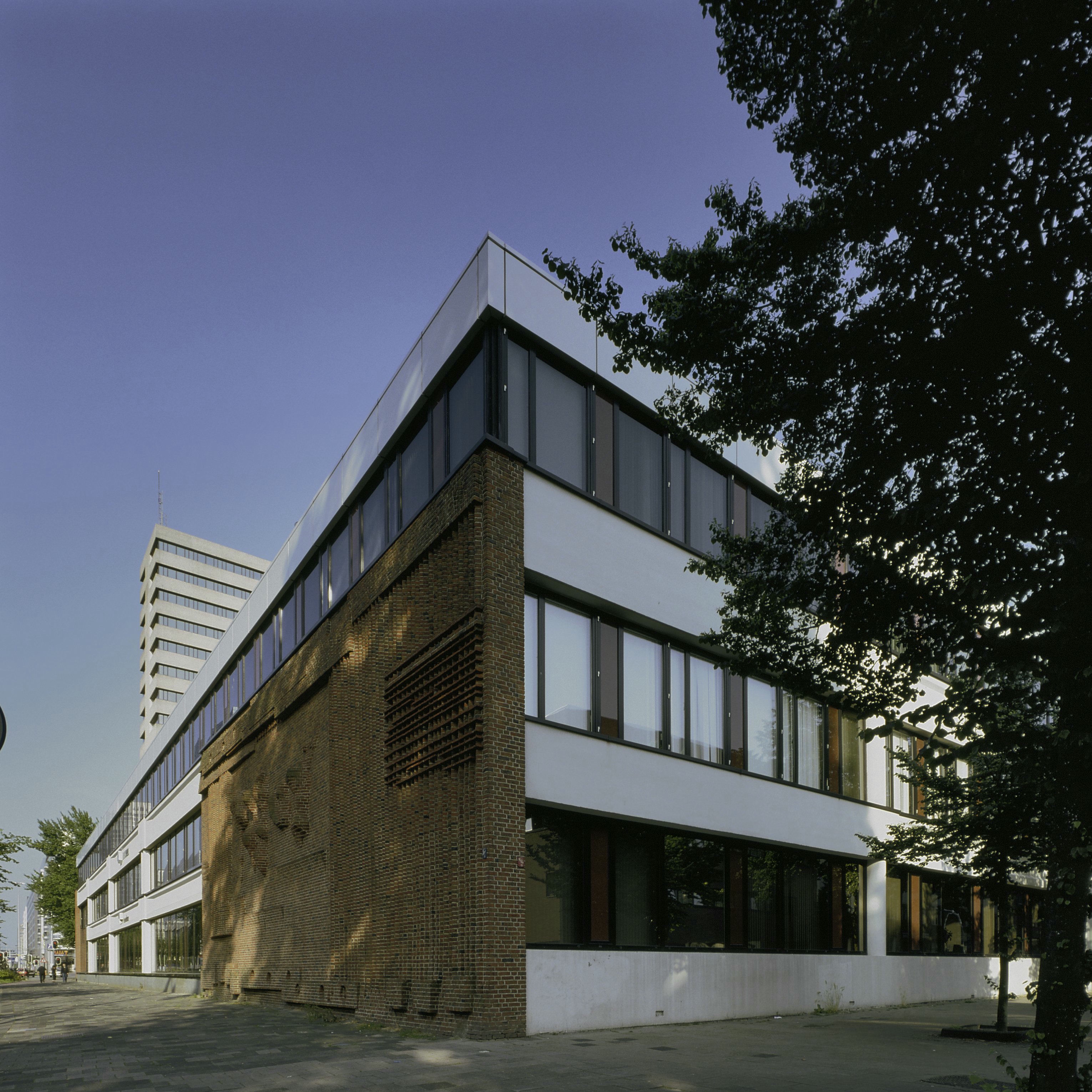
Wall Relief no. 1 in de gevel van het voormalige bouwcentrum in 2002. Foto van RCE.

Henry Moore ontwierp Wall Relief no. 1 in opdracht voor het Bouwcentrum Rotterdam, als onderdeel van de gevel van het gebouw aan het Weena, tegenover het Groothandelsgebouw. Het is het enige werk in baksteen uit het hele oeuvre van Moore, die verder vooral bekendstaat om zijn abstracte bronzen en marmeren sculpturen.
De architect van het Bouwcentrum was Joost Boks. Het bakstenen reliëf is 8.4 meter hoog en 10 meter breed en werd door twee de Nederlandse metselaars Cornelius Molendijk en G.W.J. Phillips met 16.000 bakstenen gemaakt. Ze hebben ongeveer 1.200 uren aan dit werk gespendeerd, over een periode van ongeveer 4 maanden.
Het metselen besteedde Moore uit, omdat hij dit zelf niet kon en omdat volgens hem Nederlandse metselaars bekendstonden om hun vakmanschap.
In 2010 werd het voormalige Bouwcentrum, toen Weena Point geheten, gesloopt. Wall Relief no. 1 werd toen een tijdlang verplaatst. In januari 2015 is de sculptuur teruggeplaatst aan het Weena, als onderdeel van het nieuwe gebouw op die plek.

## Compositie
Het reliëf bestaat uit een soort omkadering van geometrische elementen: bovenaan en onderaan bevinden zich horizontale blokken en cirkels, links en rechts zijn verticale strepen te zien. Deze rand wordt hier en daar onderbroken, zodat het niet echt een typisch kader vormt. In het midden is de compositie minder gestructureerd: vijf organische vormen staan losjes naast elkaar. Ze zijn bijna abstract, en doen denken aan lichamen en planten, of aan stenen die gepolijst werden door water, zand en wind.
Dit werk heeft in grote mate bijgedragen aan Moores denken over het evenwicht tussen beeldhouwkunst en architectuur (de muur als kunstobject) en neemt een unieke plaats in in zijn oeuvre.
Wall Relief no. 1 maakt deel uit van de Internationale Beelden Collectie van Rotterdam.